# The Chechahcos
The Chechahcos – amerykański film niemy z 1924 roku w reżyserii i na podstawie scenariusza Lewisa H. Moomawa

## Wyróżnienia
| Rok wpisania | National Film Registry |
| ------------ | --- |
| 2003         | Lista filmów budujących dziedzictwo kulturalne USA utworzona przez National Film Preservation Board i przechowywana w Bibliotece Kongresu Stanów Zjednoczonych |